# Бенедовка
Бенедовка (укр. Бенедівка) — село на Украине, основано в 1907 году, находится в Бердичевском районе Житомирской области.
Код КОАТУУ — 1820885002. Население по переписи 2001 года составляет 103 человека. Почтовый индекс — 13309. Телефонный код — 4143. Занимает площадь 0,59 км².

## Адрес местного совета
13319, Житомирская область, Бердичевский р-н, с. Радянское, ул. Луганская, 101-а.